# ASD Novese
Associazione Sportiva Dilettantistica Novese – włoski klub piłkarski, mający swoją siedzibę w mieście Novi Ligure, na północy kraju.

## Historia
Chronologia nazw:
- 1919: Unione Sportiva Novese
- 1926: klub zawiesił działalność
- 1927: US Novese - po reaktywacji przez Acciaierie & Ferriere di Novi
- 1932: klub zawiesił działalność
- 1937: US Novese - po reaktywacji przez Ilva
- 1973: US Gavinovese - po fuzji z Gaviese
- 1974: U.S. Novese
- 1975: Unione Sportiva Dilettantistica Novese
- 2016: klub ogłosił bankructwo

Piłkarski klub Unione Sportiva Novese został założony w Novi Ligure 31 marca 1919 roku. W sezonie 1920/21 zwyciężył w turnieju regionalnym Promozione Piemontese i zdobył promocję do najwyższej klasy mistrzostw. W 1921 powstał drugi związek piłkarski. C.C.I., w związku z czym mistrzostwa prowadzone osobno dla dwóch federacji. W sezonie 1921/22 debiutował na najwyższym szczeblu rozgrywek (pod patronatem F.I.G.C.), zajmując najpierw pierwsze miejsce w grupie piemontese, następnie znów był pierwszy w grupie półfinałowej A, a potem w finale po dwóch remisach w trzecim meczu pokonał 2:1 Sampierdarenese, zdobywając mistrzostwo Włoch. W 1922 po kompromisie Colombo mistrzostwa obu federacji zostały połączone, w związku z czym klub został zakwalifikowany do Prima Divisione Lega Nord. W sezonie 1922/23 zajął 8.pozycję w grupie C, a w 1923/24 był dwunastym w grupie B, po czym spadł do Seconda Divisione. W sezonie 1924/25 najpierw zwyciężył w grupie A, ale w finale był trzecim i nie uzyskał promocji do Prima Divisione. W kolejnym sezonie 1925/26 po 14 kolejce wycofał się z rozgrywek w Seconda Divisione i potem zawiesił działalność.
W 1927 roku firma Acciaierie & Ferriere di Novi przyjmuje klub US Novese, który w sezonie 1927/28 startował w Terza Divisione i zajął czwarte miejsce. W sezonie 1928/29 zwyciężył w Terza Divisione i awansował do Seconda Divisione, która po kolejnej reorganizacji systemu lig została czwartą klasą rozgrywek. Po trzech sezonach w Seconda Divisione, klub zaprzestał występować w niej od 1932 roku.
W sezonie 1937/38 klub został reaktywowany jako zakładowy zespół firmy Ilva. W 1938/39 startował w regionalnych mistrzostwach Prima Divisione Piemontese. Po kilku latach w sezonie 1941/42 zdobył awans do Serie C, debiut w trzeciej klasie był przyzwoity - 4.miejsce w grupie F. Od 1943 do 1946 klub znów zawiesił działalność (z powodu II wojny światowej).
Po zakończeniu II wojny światowej w sezonie 1946/47 startował w Serie C Lega Interregionale Nord, w której zajął spadkowe 13.miejsce w grupie D i spadł do Prima Divisione Piemontese. Przez następne lata klub występował w czwartej lub piątej klasie rozgrywek, często przechodząc pomiędzy nimi. Dopiero w 1973 powrócił do Serie C, ale i to dzięki fuzji z klubem Gaviese (z pobliskiej miejscowości Gavi, znajdującej się w odległości 11 km na południe od Novi Ligure), który zdobył akurat awans wygrywając grupę A Serie D (Novese w niej zajął 12.miejsce). Połączony zespół z nazwą US Gavinovese w sezonie 1973/74 zajął 12.miejsce w grupie A. W 1974 powrócił do nazwy U.S. Novese. W następnym sezonie 1974/75 zajął 18.miejsce w grupie B i spadł do Serie D. W 1975 przyjął nazwę Unione Sportiva Dilettantistica Novese. Przez kolejne 5 sezonów klub rywalizował na czwartym szczeblu mistrzostw. W 1980 został zdegradowany do Promozione Piemontese, w 1981 awansował do Campionato Interregionale, a w 1983 ponownie spadł do Promozione Piemontese, w której występował do 1991. Od sezonu 1991/92 występował w nowo utworzonej Eccellenza Piemonte-Valle d'Aosta.
W sezonie 2004/05 oraz od 2007 do 2009 i od 2010 do 2016 klub występował w Serie D. W sezonie 2016/17 przez problemy finansowe klub często nie rozgrywał mecze ligowe, po czym 23 września 2016 został zdyskwalifikowany z rozgrywek Eccellenza Piemonte-Valle d'Aosta, a 7 listopada 2016 klub był zmuszony ogłosić stan upadłości.

## Sukcesy

### Trofea międzynarodowe
Nie uczestniczył w rozgrywkach europejskich (stan na 31-12-2016).

### Trofea krajowe
| \| \| Zdobyte trofea w rozgrywkach Włoch (stan na: 31-05-2017) \| |                                                          |      |                                 |
| Rozgrywki                                                         | Osiągnięcie                                              | Razy | Sezon(y)                        |
| · Mistrzostwo                                                     | I miejsce                                                | 1    | 1921/22                         |
| · Mistrzostwo                                                     | II miejsce                                               | 0    |                                 |
| · Mistrzostwo                                                     | III miejsce                                              | 0    |                                 |
| II liga                                                           | I miejsce                                                | 1    | 1920/21 (Promozione Piemontese) |
| II liga                                                           | II miejsce                                               | 0    |                                 |
| II liga                                                           | III miejsce                                              | 1    | 1924/25 (finał)                 |
| Włochy                                                            | Zdobyte trofea w rozgrywkach Włoch (stan na: 31-05-2017) |      |                                 |

## Stadion
Klub rozgrywa swoje mecze domowe na stadionie Costante Girardengo w Novi Ligure, który może pomieścić 3500 widzów. Wcześniej występował na Campo di Piazza d'Armi.